# NGC 6027e
NGC 6027e é uma parte de gás e poeira interestelar, lançada pela galáxia NGC 6027, e uma das galáxias do Sexteto de Seyfert, um grupo compacto de galáxias, na direção da constelação de Serpens. NGC 6027e é o resultado da interação de NGC 6027 com outras galáxias do Sexteto de Seyfert.